# Islaywhisky
Islaywhisky är skotsk whisky från ön Islay i inre hebriderna, cirka två timmar med färja västerut från halvön Kintyre.
På ön bor drygt 3 200 personer och där finns 9 aktiva whiskydestillerier varav ett nybyggt som öppnade i november 2018. Dessutom är ett (Port Ellen) under återuppbyggnad med planerad start april 2024, ett under byggnad samt ett under projektering.

## Islay - En av fem whiskyregioner

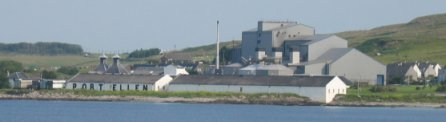
Port Ellen, Islay

Normalt indelas skotsk maltwhisky i regionerna Lowlands, Highlands, Speyside, Islay och Campbeltown. Andra indelningar förekommer också, till exempel betraktas ibland övriga öar som en region som kallas Islands (dit då inte Islay räknas).
Gränsen mellan vad whiskyindustrin betecknar som Highland och Lowland går längs en imaginär linje mellan Dundee och Greenock, till skillnad från den gängse geografiska definitionen , där gränsen mellan Highlands och Lowlands går mellan Dumbarton och Stonehaven. Ursprungligen indelades whiskyn i Highland och Lowland baserat på olika skatteregler. Inom regionen Highlands i de skotska högländerna räknas som egna whiskyregioner också Islay, Speyside (vid floden Spey med bifloder och närliggande bygder) samt staden Campbeltown (på halvön Kintyre). Speyside har den största koncentrationen av whiskydestillerier, och ungefär hälften av destillerierna ligger där. Whisky från en region har ofta, men långt ifrån alltid, märkbara likheter i karaktären. 
Islay (engelskt uttal 'ajla'; på skotsk gaeliska Ìle) är en ö i inre Hebriderna med drygt 3 200 invånare (uppgift från 2013) som är cirka 30 km tvärsöver i såväl öst-västlig som nord-sydlig riktning. Man tar sig normalt dit med färja från Kennacraig på Kintyrehalvön, vilket tar cirka 2 timmar och 20 min. Ön har också en flygplats med reguljärflyg. Det finns ungefär ett destilleri per 350 invånare på Islay.

## Islaywhiskyns karaktär och öns destillerier
Whiskyn från Islay karakteriseras av sin stora torv- och röksmak, som traditionellt varit speciellt framträdande i whiskysorterna från sydkusten, Ardbeg, Lagavulin, Laphroaig och Port Ellen. Även Caol Ila på ostkusten samt Bowmore och det relativt nystartade (2005) Kilchoman är rökiga whiskysorter.
Tvärs över havsviken Loch Indaal från Bowmore finns destilleriet Bruichladdich, som är ett av de mycket få skotska destillerier som har egen buteljering. Bruichladdich och nordöstligt belägna Bunnahabhain var tidigare mindre rökiga till karaktären och hade fler likheter med höglandswhisky men gör nu även rökiga varianter. Sedan Bruichladdich öppnades igen efter att ha varit nedlagt i ett antal år så utökades deras produktion av whiskytyper. Den whisky som nu tillverkas under namnet Bruchladdich, eller förkortat Laddie, är orökt. Whisky säljs också under namnen Port Charlotte och Octomore som är valda efter tidigare destillerier som legat nära Bruichladdich. Port Charlotte är mycket rökig. Octomore sägs vara världens mest rökiga whisky med en rökighet angiven som fenolhalt på cirka 170 ppm, med ett spann mellan 80,5 ppm hos Octomore 10 upp till 309 ppm hos Octomore 08.3 Islay barley. 
Ett nerlagt destilleri som nu åter sätts i stånd för att troligen kunna vara i drift våren 2024 är Port Ellen. Det är beläget i den sydliga hamnbyn med samma namn. Destilleriet lades ner 1983, men whiskyn kan fortfarande köpas hos välsorterade whiskyhandlare som Systembolaget. Den begränsade tillgången och höga kvaliteten gör att priset för en 70 cl flaska Port Ellen våren 2024 ligger mellan 47 000 och 78 000 kr. Whiskyn är mycket fyllig och rökig, liksom sina sydliga grannar Ardbeg, Lagavulin och Laphroaig. Port Ellen har kontinuerligt varit i drift som mälteri och levererar färdig malt till flera av destillerierna på Islay enligt deras specifikationer med avseende på till exempel rökighet.
Ardnahoe Distillery fyllde sitt första fat i november 2018. De lyckades rekrytera pensionären Jim McEwan (mycket välrenommerad före detta destillationschef från Bruchladdich och innan dess bland annat Bowmore) som har arbetat med designen av destilleriet och startat upp destillationen. Whiskyn sägs ska bli en traditionell Islay-whisky med en rökighet på cirka 40 ppm.  
Fler nya destillerier är på gång på Islay. Planer finns för destilleriet Gartbreck (projekteras sedan länge) och Elixir Distillers bygger destilleriet Portintruan vid byn Port Ellen som planeras öppna under 2024.

## Röksmaken
Rökigheten eller torvsmaken ("peatiness" på engelska) kommer av att man vid torkningen av det mältade kornet ofta delvis använder torv som bränsle, vars rök leds genom malten. Smaken påverkas inte bara av mängden rök som leds genom malten, utan även vid vilken tidpunkt under torkningsprocessen som malten exponeras. Torven har olika egenskaper beroende på var och på vilket djup under markytan den är tagen. Torven på Islay lär ha hög salthalt, vilket också påverkar vilken smak den ger whiskyn.     
Rökigheten brukar anges som halten fenoler (ppm) i malten. Idag är det Bruichladdich som via sina sorter Port Charlotte och Octomore (80-309 ppm) gör whisky på malt med de högsta fenolhalterna. Ardbeg gjorde tidigare en version med namnet Supernova där malten hade en fenolhalt på cirka 100 ppm.
Fenolhalten i malten har dock inte ett entydigt samband med fenolhalten i den färdiga whiskyn, då man förlorar ungefär två tredjedelar under framställningen. Hur mycket beror på en mängd faktorer som bland annat storlek och form på spritpannorna (pot stills), kondenseringen, med vilken hastighet destilleringen görs, och vid vilka alkoholhalter man börjar respektive slutar använda den avkokande alkoholen till whisky. Den sista alkoholen som tas med till den färdiga spriten innehåller ungefär sex gånger mer fenol än den första delen, men också andra ämnen som inte alltid är en fördel att få med. Ekfatslagring gör whisky något mildare, varför en whisky är mer rökig om den tappas ung än om den tappas efter längre fatlagring.